# 犬牙細棘鰕虎魚
犬牙細棘鰕虎魚，为輻鰭魚綱鰕虎鱼目虾虎鱼亚目鰕虎鱼科的其中一種，分布於印度西太平洋區包括坦尚尼亞、澳洲、日本、孟加拉、柬埔寨、越南、菲律賓、泰國、印尼、台灣、塞席爾群島等海域，本魚眼大，尾鰭圓的，體側具有4-5大斑點，體長可達13公分，棲息在沿著海岸線、河口與港灣，以無脊椎動物為食，體具有河豚毒素的報告。

## 扩展阅读
維基物種上的相關：犬牙細棘鰕虎魚